# Mellilä
Mellilä (/ˈmelːilæ/) là một đô thị của Phần Lan.
Vị trí ở tỉnh của Tây Phần Lan thuộc vùng Tây Nam Phần Lan. Đô thị này có dân số 1.254 (thời điểm ngày 31 tháng 12 năm 2004)và diện tích 110,62 km² trong đó có 0,10 km² là diện tích mặt nước. Mật độ dân số là 11,35 người trên mỗi km².
Dân đô thị này chỉ sử dụng tiếng Phần Lan